# Jude l'Obscur
Pour les articles homonymes, voir Jude.
Jude l'Obscur (titre original : Jude the Obscure) est un roman anglais de l'écrivain Thomas Hardy, publié en Angleterre en 1895. En France, il est paru pour la première fois en 1901. 

## Présentation
Jude l'Obscur scandalisa l'Angleterre victorienne par sa remise en cause de la religion et du mariage, à tel point que l'évêque d'Exeter fit publiquement brûler le livre. Fort mal accueilli par la critique lors de sa parution, le roman fut rebaptisé par un commentateur : « Jude l'Obscène ». Mais il suscita par la suite l'intérêt de l'écrivain D. H. Lawrence qui étudia tout particulièrement le personnage de Sue Bridehead dans un essai datant de 1914 intitulé A Study of Thomas Hardy.
À la suite de cette affaire, Thomas Hardy abandonnera le roman pour se consacrer exclusivement à la poésie dramatique pendant les trente-deux dernières années de sa vie.

## L'intrigue
L'histoire se déroule dans une région du Sud-Ouest de l'Angleterre, appelée Wessex. Jude Fawley, jeune orphelin campagnard, rêve de devenir aussi savant que son ancien maître d'école, Richard Phillotson. Il entreprend d'étudier seul le latin et le grec dans l'espoir de pouvoir entrer à l'université de Christminster, ville fictive inspirée d'Oxford. Pour gagner sa vie, il devient apprenti tailleur de pierres. Mais l'appel de la chair le détourne de manière inattendue de ses aspirations. Une jeune paysanne délurée, Arabella Donn a tôt fait de mettre la main sur Jude et de l'amener à l'épouser sous prétexte de préserver son honneur. Leur vie commune est aussi brève que malheureuse : Jude et Arabella n'ont rien en commun. Arabella laisse en plan son mari et part pour l'Australie.

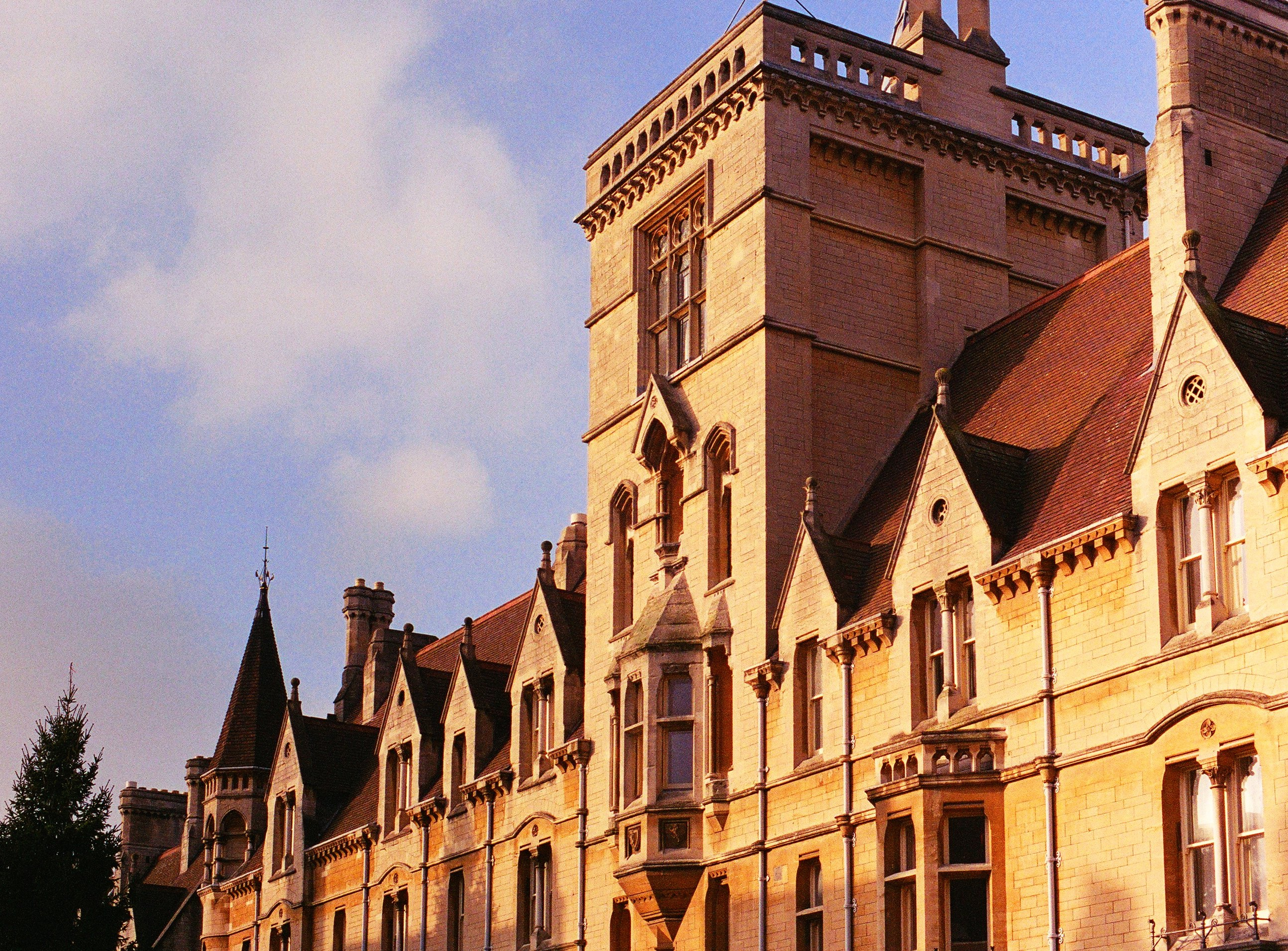
Balliol College, modèle probable du Biblioll College dont Jude se voit refuser l'accès.

Encore marié, mais soulagé de ne plus vivre avec son épouse, Jude se rend à Christminster. Il y trouve facilement du travail, mais découvre que l'Université n'a que faire d'un autodidacte sans le sou. Jude ne connaîtra de Christminster que les murs des Collèges. Il envisage alors de devenir pasteur à défaut de pouvoir devenir docteur. C'est à ce moment qu'il rencontre sa cousine, Sue Bridehead, une jeune femme à la personnalité complexe, libre-penseuse, cultivée et hostile aux convenances qui règlent les relations entre hommes et femmes dans l'Angleterre de l'époque. Elle se refuse à toute relation charnelle avec un homme, même quand elle éprouve de l'affection pour lui. Jude s'éprend de Sue sans le lui avouer ouvertement.
Jude provoque indirectement son propre malheur en présentant Sue à son ancien instituteur, afin de lui faire obtenir une place d'institutrice assistante. Richard Phillotson la demande en mariage. Pour s'éloigner de Jude qu'elle a continué de fréquenter au grand scandale de l'école d'institutrices où elle était pensionnaire, Sue accepte d'épouser Phillotson. Mais elle découvre que le mariage, loin d'être une simple convention, implique la vie commune avec un homme qu'elle prend en horreur. Ce dernier, désespéré par le dégoût qu'il inspire à son épouse accepte, contre l'opinion générale, de la laisser partir vivre avec Jude. Cette générosité lui vaut l'hostilité des notables et lui coûte sa place respectée de maître d'école.
Entre-temps, Arabella, rentrée d'Australie, demande à Jude le divorce afin de pouvoir se remarier avec un aubergiste rencontré là-bas. Phillotson divorce à son tour. Mais Sue, toujours aussi complexe, refuse de se remarier avec l'homme qu'elle aime. Leur situation de couple vivant en concubinage les place au ban de la société. Pour échapper aux commérages, Jude et Sue doivent s'éloigner des villes qu'ils connaissent. Leur situation économique s'en ressent, d'autant plus que Jude prend en charge un fils dont Arabella lui avait caché l'existence. Après une longue attente, Jude et Sue finissent par avoir une vie sexuelle dont naissent deux enfants. Jude devient son mari dans les faits, sinon en droit.

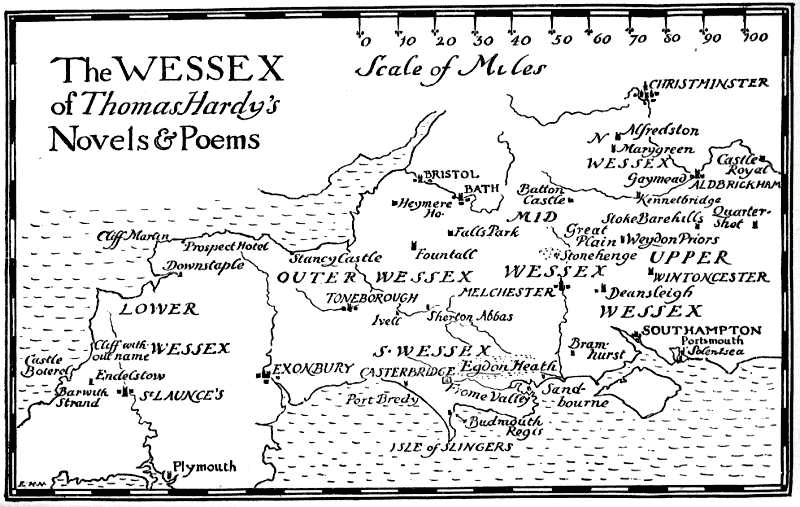
Carte du Wessex de Thomas Hardy.

C'est alors qu'il décide de retourner à Christminster où l'accueil qui leur est fait est des plus froids. Tout le monde refuse de loger un couple non-marié accompagné de trois enfants. Le fils aîné de Jude, désespéré d'apprendre que Sue est à nouveau enceinte, pend son petit frère et sa petite sœur et se suicide. Sue, ébranlée par la mort de ses enfants, fait une fausse couche. Elle se tourne vers la religion. Alors qu'elle avait largement contribué à élargir l'horizon de Jude et à l'affranchir de ses préjugés, elle se convainc de l'immoralité de sa vie avec lui. À son grand désespoir, elle décide de retourner vivre avec Richard Phillotson, qu'elle considère désormais comme son seul mari légitime.
Phillotson, lassé des conséquences sociales de sa libéralité avec Sue, accepte de l'épouser de nouveau et de lui pardonner son comportement passé. L'Église et la bonne société se réjouissent de ce remariage dans lequel elles voient un retour à l'ordre normal des choses alors qu'il apparaît à Jude comme une abomination. Jude lui-même, sous l'emprise de l'alcool, se remarie pourtant avec Arabella, devenue veuve. Mais alors qu'elle pensait faire une bonne affaire en se remariant, Jude tombe gravement malade et se laisse mourir de désespoir en raison de l'attitude de Sue, déchéance intellectuelle et morale à ses yeux. Mais Arabella, femme pratique entre toutes, saura continuer à vivre...

## Une critique acerbe du mariage
Relatant le mariage de Jude et d'Arabella par un pasteur, Thomas Hardy écrit : « Ainsi donc, debout devant cet officiant, tous deux jurèrent qu'à n'importe quel autre moment de leur vie, ils croiraient, désireraient et sentiraient exactement ce qu'ils avaient cru, senti et désiré les quelques semaines précédentes. Ce qui était aussi remarquable que ce serment même, c'est que personne n'en semblait le moins du monde surpris. » C'est la critique fondamentale de l'auteur contre l'institution du mariage : l'idée que les sentiments entre deux personnes puissent être figés à jamais au jour de leur mariage, l'idée de transformer une relation librement consentie fondée sur l'amour réciproque en obligation sociale découlant d'un serment prononcé devant un prêtre. La respectabilité d'une union officielle vaut-elle que deux êtres se déchirent ? Hardy pose la question non sans ironie au détour d'une phrase évoquant le second mariage de Jude et d'Arabella : « Le loueur de chambres avait entendu dire qu'ils étaient un ménage bizarre. Ayant vu Arabella embrasser Jude un soir où elle avait pris un cordial, il s'était demandé s'ils étaient vraiment mariés, et se préparait à leur donner congé. Mais un jour, par hasard, il l'entendit haranguer Jude en termes violents, puis lui jeter un soulier à la tête. Ayant reconnu la note habituelle des gens mariés, il en avait conclu qu'ils devaient être respectables et n'avait plus rien dit. »

## ...et des croyances religieuses
Commentant leurs remariages réciproques, Jude déclare à Sue : « Nous nous sommes tous deux remariés hors de notre bon sens. On m'a enivré pour m'y amener. Vous l'étiez aussi. J'étais ivre de liqueurs, vous de religion. Chacune des formes de l'intoxication fait disparaître toute vision plus noble... » Ainsi, lorsqu'elle n'est pas simple conformisme, la croyance religieuse est à ranger au rang des drogues qui obscurcissent l'esprit. Thomas Hardy présente très clairement la conversion de Sue Bridehead, ébranlée par la mort de ses enfants, comme une dégradation, une déchéance, dont l'ironie veut qu'elle soit célébrée comme un retour à la bonne moralité par la société.

## Adaptations

### Au cinéma
- 1996 : Jude, film britannique de Michael Winterbottom, avec Christopher Eccleston et Kate Winslet

### À la télévision
- 1971 : Jude the Obscure , série britannique de six épisodes réalisée par Hugh David, avec Robert Powell, Fiona Walker

## Éditions françaises
(liste non exhaustive)
- 1901 : Jude l'Obscur - Traduit par M. Firmin Roz, Paris, éditions Paul Ollendorff, collection Les Grands Romans étrangers, 374 p.
- 1931 : Jude l'Obscur - Traduit par Fanny William Laparra, préface d'Edmond Jaloux, Paris, Librairie Stock, Delamain et Boutelleau, collection : Le Cabinet cosmopolite no 62, 498 p.
- 1950 : Jude l'Obscur - Traduit par Fanny William Laparra, préface d'Edmond Jaloux, Paris : A. Michel, 447 p.
- 1980 : Jude l'Obscur - Traduit par Fanny William Laparra, préface d'Edmond Jaloux, Paris : Oswald, Collection L'Internationale, 497 p.
- 1996 : Jude l'Obscur - Traduit par M. Firmin Roz et Hélène Seyrès ; avant-propos d'Hélène Seyrès, Paris, L'Archipel, 503 p.  (ISBN 2-84187-050-2).
- 1997 : Jude l'Obscur - Traduit par Fanny William Laparra, préface d'Edmond Jaloux, Paris : Librairie générale française, Collection Le Livre de poche no 3135, 478 p.  (ISBN 2-253-09832-9).

## Source
- Bibliothèque nationale de France (pour la bibliographie)